# Гроф, Станислав
Стани́слав Гроф (чеш. Stanislav Grof; род. 1 июля 1931, Прага) — чешский и американский психолог и психиатр. Один из пионеров психоделической терапии, входит в число основателей трансперсональной психологии. Создатель метода холотропного дыхания. Почётный член Российского психологического общества.

## Биография
Закончил медицинский факультет Карлова университета в Праге в 1956 году. Начинал карьеру как практикующий психиатр-клиницист, работавший в направлении психоанализа. Учебный анализ проходил у Фёдора Досужкова. После перехода в 1961 году в пражский НИИ психиатрии начал систематическое изучение терапевтического потенциала ЛСД. В 1965 году защитил в Чехословацкой академии наук диссертацию на соискание степени доктора философии по медицине.
В 1967 году был приглашён на двухлетнюю стажировку в Университет Джонса Хопкинса в Балтиморе (США), после которой остался там профессором. В 1969 году выступил одним из учредителей «Journal of Transpersonal Psychology». Тогда же присоединился к эксперименту «Спринг Гроув», посвящённому психоделической терапии и осуществлявшемуся в то время в Мэрилендском центре психиатрических исследований при Spring Grove Hospital Center.
С 1973 года работал в Институте Эсален в Биг-Суре (штат Калифорния). В 1977 году совместно с Майклом Мёрфи и Диком Прайсом основал Международную трансперсональную ассоциацию, президентом которой являлся в 1978—1982 годах. С 1995 года — профессор факультета психологии Калифорнийского института интегральных исследований.

## Научный вклад

### Картография бессознательного
Гроф ввёл понятие систем конденсированного опыта (СКО). В его основу положено представление о том, что не все эмоциональные и психосоматические заболевания обусловлены только лишь особенностями послеродового развития индивида. Причины психических проблем могут лежать в ещё более глубоких слоях психики. Модель, которая описывает эти слои, исследователь назвал картой человеческой психики и опубликовал её в 1975 году.
Карта психики была построена на основании данных, полученных в ходе сеансов психоделической терапии. Она предусматривает деление бессознательного на три уровня:
- личное бессознательное, представляющее собой вытесненный биографический материал, с которым работает классический психоанализ в лице последователей Зигмунда Фрейда;
- перинатальное бессознательное — переживания эмбриона, связанные с травмой рождения, о которой упоминал Отто Ранк;
- трансперсональное бессознательное — опыт, который лежит за пределами существования индивида. Частными проявлениями данной области являются не только коллективная память или архетипы Карла Густава Юнга, но и такие странные переживания, как отождествление человека с животными либо даже неодушевлёнными субстанциями (металлами, минералами)[22][23]. В последних двух типах переживаний Гроф усматривает психологические корни тотемизма и анимизма[24].

### Базовые перинатальные матрицы
Очень подробно разработана у Грофа тема перинатального бессознательного. Рассматривая проблему духовного кризиса, исследователь сформулировал тезис о том, что такого рода кризисы протекают по модели архетипа «смерти—возрождения». Аналогичную модель он усмотрел в переживаниях рождения, испытываемых пациентами в психоделических состояниях. Эти переживания Гроф разбил на четыре типа, которые назвал базовыми перинатальными матрицами (БПМ):
- БПМ-I — безмятежное внутриутробное существование, пациент видит архетипические образы рая;
- БПМ-II — начало схваток, плод сжимается мышцами матки, возникает чувство тревоги и безысходности, переживаются архетипические образы ада;
- БПМ-III — движение плода по родовым путям, сопровождается удушьем, переживается как отчаянная борьба за существование, вызывает сплав боли и удовольствия;
- БПМ-IV — появление на свет, когда за пиком боли вдруг следуют облегчение и релаксация.

### Холотропное дыхание
После наложенного в США запрета на ЛСД Станиславу Грофу понадобился новый инструмент для погружения пациентов в изменённые состояния сознания. В этой роли выступил созданный им вместе с женой Кристиной метод холотропного дыхания, восходящий к практике пранаямы. Метод сочетает интенсивное глубокое дыхание и музыку. Учащённое дыхание вызывает гипервентиляцию лёгких, а специальная музыка усиливает эмоции, связанные с вытесненным бессознательным материалом, тем самым провоцируя его выход.
В отличие от других методик глубинной психологии, холотропное дыхание не предполагает анализа и интерпретаций опыта пациента, полученного в изменённом состоянии сознания. Тем самым, разработанная Грофом техника представляет собой альтернативу методам, основанным на вербальной коммуникации между терапевтом и клиентом.

## Философские взгляды
От научных достижений С. Грофа следует отличать его попытки дать объяснение феноменам, с которыми он сталкивался в своей практике. Так, если критики учёного признают ценность метода холотропного дыхания или как минимум накопленных им эмпирических данных (хотя и не все), то предлагаемые интерпретации многие считают неубедительными.
На ранних этапах научной карьеры Гроф призывал к осторожности в решении вопроса о том, может ли психоделический опыт доказывать существование жизни после смерти. Или могут ли психические переживания «прошлой жизни» служить методом исторического исследования. Однако постепенно он пришёл к выводу, что  

данные опытов с ЛСД требуют радикального пересмотра парадигм, существующих в психологии, психиатрии, медицине и, возможно, в науке вообще.

Гроф разделяет представление о том, что мир творится и управляется Абсолютным сознанием. При этом все отдельные субъекты сознания сохраняют сущностную тождественность своему источнику, а также друг другу. Благодаря этому холотропные переживания позволяют человеку отождествить себя с чем угодно, от молекулы до самого Абсолютного разума. Наконец, душа человека бессмертна и переживает множество воплощений на пути восхождения к более совершенным формам бытия.

## Критика
Главным объектом критики со стороны оппонентов Грофа является смешение эмпирических данных, полученных им при погружении пациентов в изменённые состояния сознания, с собственными интерпретациями. По мнению оппонентов, психические переживания людей в холотропных сеансах являются недостаточным аргументом для отрицания материалистического монизма. Выводы С. Грофа, основанные на этих переживаниях, нельзя ни верифицировать, ни фальсифицировать. А потому его утверждения о природе реальности являются философской или религиозной онтологией, но не научной концепцией. Дополнительное недовольство оппонентов вызывает некритичное отношение Грофа к трудам таких авторов, как Фритьоф Капра.
В 2000 году Гроф стал бронзовым лауреатом антипремии «Дубинка» (чеш. Bludný balvan), которая присуждается чешским клубом скептиков «Сизиф». Основанием для присуждения стало «переплавление шаманских практик в так называемую технику холотропного дыхания». В 2007 году Гроф стал уже бриллиантовым лауреатом антипремии за изобретение и исследование холотропного состояния сознания, которое разрывает пространственно-временные связи.

## Награды и почётные звания
- 1959 год — премия имени Карела Кюффнера[вд], ежегодно вручаемая в Чехословакии награда за наиболее выдающийся вклад в области психиатрии[8][9][11].
- 1993 год — почётная премия Ассоциации трансперсональной психологии[вд][40].
- 2007 год — премия «Визе-97»[вд] от фонда Дагмар и Вацлава Гавловых[вд], для поощрения «тех деятелей науки, которые учились на общепринятых теориях, но тем не менее стараются переступить их каноны, расширив и углубив научные познания»[11].
- 2007 год — звание почётного профессора Московского государственного университета[11][41][42].
- почётный член Российского психологического общества[41][40].

## Семья
Первый брак Грофа распался к 1975 году. Затем его женой стала сотрудница Института Эсален американка Кристина Хили (в девичестве Валье), получившая впоследствии известность под именем Кристины Гроф (1941—2014). После её смерти Станислав женился 1 апреля 2016 года на психотерапевте Бригитте Гроф (в девичестве Асхауер, род. в 1960).

### Список произведений
- Realms of human unconscious: Observations from LSD research (1975)
  - Области человеческого бессознательного: опыт исследования с помощью ЛСД. — М.: МТМ, 1994. — 240 с.
- With J. Halifax. The Human encounter with death (1977)
  - Человек перед лицом смерти. — М.: АСТ, 2002. — 239 с. — (Тексты трансперсональной психологии). — ISBN 5-17-012761-8.
- LSD Psychotherapy. — Hunter House, 1980. — 352 p. — ISBN 0897930088. — ISBN 978-0897930086. (Первое издание.)
  - ЛСД психотерапия / пер. с англ. Георгия Валериевича. — [б. и.]. (Самиздат, есть в электронных библиотеках.)
- With Cr. Grof. Beyond death: The gates of consciousnes (1981)
- Beyond the brain: Birth, death and transcendence in Psychotherapy (1985)
  - За пределами мозга: Рождение, смерть и трансценденция в психотерапии. — 3-е изд. — М.: Ин-т Трансперсональной Психологии, Изд-во Ин-та Психотерапии, 2000. — 504 с. — ISBN 5-93509-004-X, 5-89939-012-3.
- The adventure of self-discovery: Dimensions of consciousness and new perspectives in Psychotherapy (1988)
  - Путешествие в поисках себя. — М.: АСТ, 2008. — 352 с. — (Philosophy). — 3,000 экз. — ISBN 978-5-17-054421-9.
- Ed. by Ch. Grof. Spiritual emergency: When personal transformation becomes a crisis (1989)
  - Духовный кризис: Когда преобразование личности становится кризисом. — М.: АСТ, 2003. — 384 с. — (Тексты трансперсональной психологии). — 7,000 экз. — ISBN 5-17-018323-2.
- With Ch. Grof. The stormy search for the Self: A guide to personal growth through transformative crisis (1990)
  - Неистовый поиск себя: Руководство по личностному росту через кризис трансформации. — М.: АСТ, 2003. — 352 с. — (Тексты трансперсональной психологии). — ISBN 5-17-018324-0.
- With H. Z. Bennet. The Holotropic mind: The three levels of Human Consciousness and how they shape our lives (1992)
  - Холотропное сознание: Три уровня человеческого сознания и их влияние на нашу жизнь. — М.: АСТ, 2003. — 272 с. — (Тексты трансперсональной психологии). — 5,000 экз. — ISBN 5-17-012760-X.
  - Холотропное сознание: Три уровня человеческого сознания и их влияние на нашу жизнь. — М.: Ганга, 2018. — (Трансперсональная психология). — ISBN 978-5-907059-19-1.
- Books of the dead: Manuals for living and dying (1993)
- The cosmic game: Explorations of the frontiers of human consciousness (1998)
  - Космическая игра: Исследование рубежей человеческого сознания. — М.: АСТ, 2004. — 256 с. — ISBN 5-17-011159-2.
  - Космическая игра: Исследование рубежей человеческого сознания. — М.: Ганга, 2015. — 304 с. — ISBN 978-5-9906080-5-4.
- The transpersonal vision (1998)
  - Надличностное видение: Целительные возможности необычных состояний сознания. — М.: АСТ, 2004. — 237 с. — (Philosophy). — ISBN 5-17-014322-2.
- With P. Russell & E. Laszlo. The consciousness revolution: A transatlantic dialogue (1999)
  - Революция сознания: Трансатлантический диалог. — М.: АСТ, 2004. — 248 с. — (Philosophy). — ISBN 5-17-022717-5.
- The Psychology of the future: Lessons from modern consciousness research (2000)
  - Психология будущего: Уроки современных исследований сознания. — М.: АСТ, 2001. — 464 с. — (Тексты трансперсональной психологии). — ISBN 5-17-009771-9.
- The call of the jaguar (2000)
  - Зов Ягуара. — М.: АСТ, 2001. — 384 с. — 8,000 экз. — ISBN 5-17-010002-7.
- With M. Sullivan. Caterpillar dreams (2004)
- The Ultimate journey: Consciousness and the mystery of death (2006)
  - Величайшее путешествие: Сознание и тайна смерти. — М.: АСТ, 2008. — 520 с. — (Philosophy). — 3,000 экз. — ISBN 978-5-17-049680-8.
- When the impossible happens: Adventures in non-ordinary reality (2006)
  - Когда невозможное возможно: Приключения в необычных реальностях. — М.: АСТ, 2007. — 441 с. — ISBN 5-17-046137-0.
- LSD: doorway to the numinous: The groundbreaking psychedelic research into realms of the human unconscious (2009)
- With Ch. Grof. Holotropic breathwork: A new approach to self-exploration and therapy (2010)
  - Холотропное дыхание: Новый подход к самоисследованию и терапии. — М.: Ганга, 2013. — 352 с. — (Трансперсональная психология). — 1,500 экз. — ISBN 978-5-906154-38-5.
- Healing our deepest wounds. The holotropic paradigm shift (2012)
  - Исцеление наших самых глубоких ран. Холотропный сдвиг парадигмы. — 2-е изд. — М.: Ганга, 2013. — 400 с. — (Трансперсональная психология). — ISBN 978-5-906154-06-4.

#### Энциклопедии и словари
- Гроф Станислав : [арх. 3 января 2023] / Константинов А. В. // Григорьев — Динамика. — М. : Большая российская энциклопедия, 2007. — С. 44. — (Большая российская энциклопедия : [в 35 т.] / гл. ред. Ю. С. Осипов ; 2004—2017, т. 8). — ISBN 978-5-85270-338-5.
- Майков В. В. Гроф Станислав // Новая философская энциклопедия / Ин-т философии РАН; Нац. обществ.-науч. фонд; Предс. научно-ред. совета В. С. Стёпин, заместители предс.: А. А. Гусейнов, Г. Ю. Семигин, уч. секр. А. П. Огурцов. — 2-е изд., испр. и допол. — М.: Мысль, 2010. — ISBN 978-5-244-01115-9.
- Россохин А. В. Гроф Станислав // Психологический лексикон: Энциклопедический словарь в шести томах / Под общ. ред. А. В. Петровского. — М.: ПЕР СЭ, 2005. — Т. 6. История психологии в лицах. Персоналии. — С. 147—148. — 784 с. — 3,000 экз. — ISBN 5-9292-0064-5.
- Webb H. S. Spiritual Emergence // Encyclopedia of Psychology and Religion / Ed. by D. Leeming. — 2nd ed. — New York: Springer, 2014. — P. 1723—1725. — XLIV, 1966 p. — ISBN 978-1-4614-6086-2.

#### Научные издания
- Золотухина-Аболина Е. В. Трансперсональная философия XX века о человеке (С. Гроф и К. Уилбер) // Гуманитарий Юга России : журнал. — Ростов-на-Дону: Институт социологии РАН; Южный федеральный университет, 2012. — № 2. — С. 63—71. — ISSN 2500-2155.
- Изотова И. С. Научное осмысление смерти: историография проблемы // Гуманитарные исследования в Восточной Сибири и на Дальнем Востоке : журнал. — Владивосток: Дальневосточный федеральный университет, 2010. — № 3. — С. 63—67. — ISSN 2076-8575.
- Козлов В. В., Приленский Б. Ю., Приленская А. В. Клиническая трансперсональная психотерапия. — Ярославль: Титул-Яр, 2011. — 275 с.
- Музалевская-Жаркова Г. М. Трансперсональная психология о проблеме генезиса религиозных верований // Учёные записки ОГУ. Серия: Гуманитарные и социальные науки : журнал. — Орёл: Орловский государственный университет, 2008. — С. 100—102. — ISSN 1998-2720.
- Пендюрина Л. П. Идеи индийской философии и трансперсональная психология // Российский психологический журнал : журнал. — М., 2007. — Т. 4, № 2. — С. 8—17. — ISSN 2411-5789.
- Русаков В. М. Травелог души С. Грофа: от науки к вероучению // Дискурс-Пи : журнал. — Екатеринбург: Институт философии и права УрО РАН, 2015. — Т. 12, вып. 1 (18). — С. 113—124. — ISSN 1817-9568.
- Стрельник О. Н. Научное и квазинаучное измерения трансперсональной психологии // Вестник РУДН. Серия: Философия : журнал. — М.: РУДН, 2007. — № 4. — С. 21—27. — ISSN 2408-8900.
- Шаронова А. А. Личность и космос в научной парадигме Станислава Грофа // Вестник ТГУ. Серия: гуманитарные науки : журнал. — Тамбов: Тамбовский государственный университет, 1997. — Вып. 1. — С. 16—22. — ISSN 1810-0201.

#### Популярные издания
- Калинина, Ольга (17 октября 2007). Лауреат премии «Визе-97» Станислав Гроф. Радио Прага. Дата обращения: 7 февраля 2019.
- Ткаченко А. Академическое фиаско психоделического пророка // Эксперт Юг : журнал. — Ростов-на-Дону, 2013. — № 20—21 (260).